# Konstancja węgierska (zm. 1240)
Konstancja węgierska (ur. ok. 1180 lub zapewne w 1181, zm. 6 grudnia 1240) – królewna węgierska z dynastii Arpadów, królowa czeska. Córka króla Węgier Beli III. Żona króla Czech Przemysła Ottokara I. Matka króla Czech Wacława I.
Konstancja według starszeństwa była szóstym dzieckiem króla Węgier Beli III i księżniczki z Antiochii, Agnieszki de Châtillon. 
Konstancja była drugą żoną króla Czech Przemysła Ottokara I, za którego została wydana w 1198 r. Z tego związku urodziło się czterech synów i pięć córek.
1. Wratysław, ur. ok. 1200 r., książę czeski, zm. w młodości.
2. Judyta, ur. ok. 1200 r., księżniczka czeska, zm. 2 czerwca 1230, wydana za księcia Karyntii Bernarda Spanheima
3. Anna, ur. w 1204 r., księżna czeska, regentka, wydana za Henryka II Pobożnego, zm. 23 czerwca 1265, pochowana w klasztorze klarysek we Wrocławiu.
4. Agnieszka, ur. w 1204 r., księżniczka czeska, zm. w dzieciństwie
5. Wacław I, ur. w 1205 r., król Czech od 1248 r., zm. w 1253 r.
6. Władysław, ur. w 1207 r., margrabia morawski, zm. w 1227 r.
7. Przemysł, ur. w 1209 r., margrabia morawski, zm. w 1239 r.
8. Wilhelmina Blažena, ur. 1210 r., księżniczka czeska, zm. w 1281 r.
9. Agnieszka, ur. w 1211 r., księżniczka czeska, ksenii klarysek w Pradze, zm. w 1282 r.